# 科尔伯兰
科尔伯兰（法語：Corbelin，法語發音：[kɔʁbəlɛ̃]）是法国伊泽尔省的一个市镇，属于拉图尔迪潘区。

## 地理
科尔伯兰（45°36'27"N, 5°32'41"E）面积12 平方千米，位于法国奥弗涅-罗讷-阿尔卑斯大区伊泽尔省，该省份为法国东南部内陆省份，北起顺时针与安省、萨瓦省、上阿尔卑斯省、德龙省、阿尔代什省、卢瓦尔省和罗讷省。
与科尔伯兰接壤的市镇（或旧市镇、城区）包括：莱萨沃尼耶尔-韦兰-蒂埃兰、拉巴蒂蒙加斯孔、希米兰、多洛米约、法韦日德拉图尔、格拉尼约。

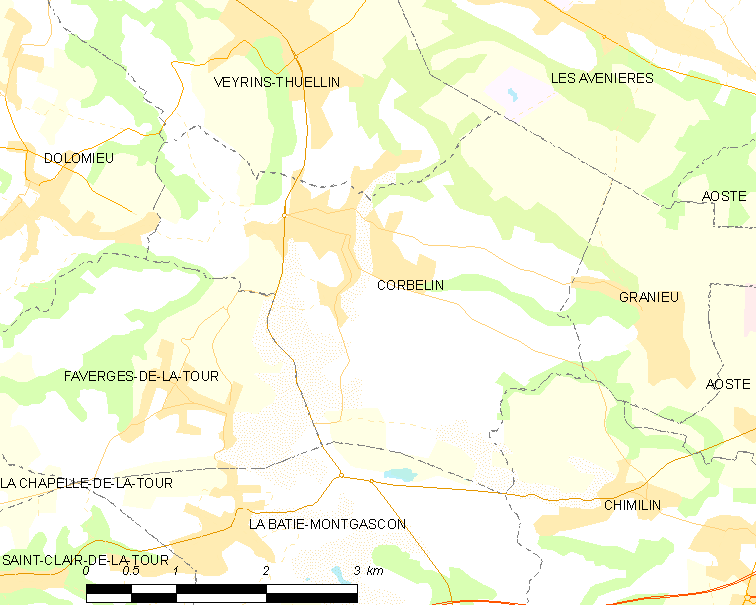
科尔伯兰的OSM定位图

科尔伯兰的时区为UTC+01:00、UTC+02:00（夏令时）。

## 行政
科尔伯兰的邮政编码为38630，INSEE市镇编码为38124。

## 政治
科尔伯兰所属的省级选区为莫雷斯泰勒县。

## 人口

1962-2008年间科尔伯兰人口变化图示

科尔伯兰于2022年1月1日时的人口数量为2368人。